# محمد السلیتی
محمد السلیتی (عربی: محمد السليتي؛ زادهٔ ۲۸ مارس ۱۹۸۱) بازیکن فوتبال اهل تونس است.

## باشگاهی
از باشگاه‌هایی که در آن بازی کرده‌است می‌توان به باشگاه فوتبال المعب تونس، باشگاه فوتبال ستاره ساحلی، باشگاه فوتبال آفریقایی، باشگاه ورزشی اسماعیلی و باشگاه فوتبال المپیک باجی اشاره کرد.

## تیم ملی
وی همچنین در تیم ملی فوتبال تونس بازی کرده است.